# وینچنزو مونتفوسکو

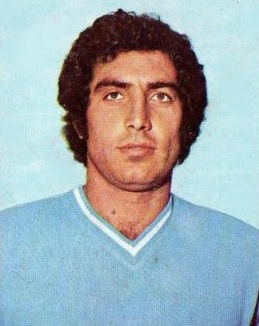
وینچنزو مونتفوسکو - ۱۹۷۳

وینچنزو مونتفوسکو (انگلیسی: Vincenzo Montefusco؛ زادهٔ ۲۶ آوریل ۱۹۴۵) بازیکن فوتبال اهل ایتالیا است.
از باشگاه‌هایی که در آن بازی کرده‌است می‌توان به باشگاه فوتبال فوجا، باشگاه فوتبال ویچنزا، و باشگاه فوتبال ناپولی اشاره کرد.
وی همچنین در تیم ملی فوتبال ایتالیا بازی کرده‌است.